# Solpugema krugeri
Espèce
Solpugema krugeri est une espèce de solifuges de la famille des Solpugidae.

## Distribution
Cette espèce est endémique d'Afrique du Sud. Elle se rencontre vers le parc national Kruger.

## Description
Le mâle holotype mesure 27,5 mm.

## Étymologie
Son nom d'espèce lui a été donné en référence au lieu de sa découverte, le parc national Kruger.

## Publication originale
- Lawrence, 1964 : Four new South African Solifugae (Arachnida). Journal of the Entomological Society of Southern Africa, vol. 26, p. 355–365 (texte intégral).